# Planschverk

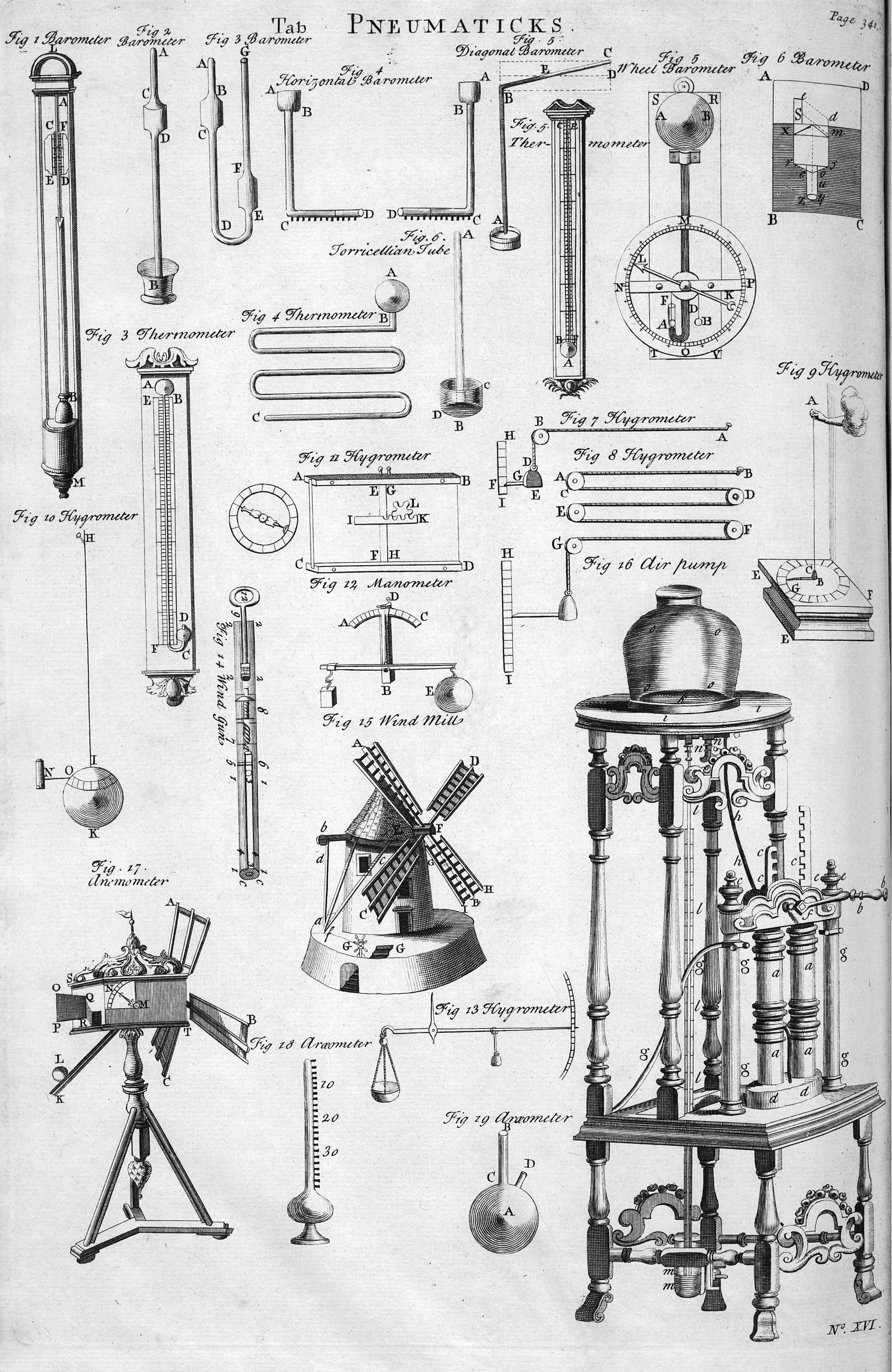
Exempel på en plansch från 1728.

Ett planschverk (förkortat pl.) är ett slags illustrerad litteratur som regel i folioformat där bilderna dominerar verket och bilderna har klistrats fast på kartong.
Illustrationerna består av tryckta eller graverade bilder som kolorerats för hand, vilka sedan de blivit färdiga klistras fast på kartong (planschpapper), det vill säga planscher som upptar hela sidstorleken och ofta är i folioformat. Sådana planscher kan sedan sammanställas på olika sätt till olika slag av litteratur. Planschverk kan bestå av olika material där planschen är en bild som klistrats på kartong och den eventuella texten är tryckt på papper. Planscherna häftas eller binds sedan till en bok eller ett häfte med den eventuella texten. Planschband består uteslutande av sammanhäftade planscher, och hör till ett bokverk där texten framställs i separata band.
Planschverk var en teknik att förse behovet av illustrationer, till exempel för verk i botanik, zoologi och anatomi. Med yngre typografiska tekniker (flerfärgsteknik) och med fotografiets uppkomst, kunde sedan illustrationer framställas på samma papper som texten varmed planschverken blev färre.
Motiven kan vara med inriktning på resor, pittoreska vyer, karikatyr, satir, häst- och jakt, anatomi och naturvetenskap. 